# Municipio Mineros
Das Municipio Mineros ist ein Verwaltungsbezirk im Departamento Santa Cruz im Tiefland des südamerikanischen Anden-Staates Bolivien.

## Lage im Nahraum
Das Municipio Mineros ist eines von fünf Municipios in der Provinz Obispo Santistevan. Es grenzt im Norden an das Municipio Fernández Alonso, im Nordwesten an das Municipio San Pedro, im Westen an die Provinz Sara, im Süden an das Municipio General Saavedra und im Osten an die Provinz Ñuflo de Chávez. Es erstreckt sich von Westen nach Osten bis zu 30 Kilometer und von Norden nach Süden bis zu 25 Kilometer.
Der zentrale Ort des Municipios ist die Kleinstadt Mineros mit 18.340 Einwohnern (Volkszählung 2012) im südlichen Teil des Municipios.

## Geographie
Das Municipio Mineros liegt im tropischen Feuchtklima vor dem Ostrand der Anden-Gebirgskette der Cordillera Oriental. Die Region ist erst in den letzten Jahrzehnten erschlossen worden und war vor der Kolonisierung von Monsunwald bedeckt, ist heute aber größtenteils Kulturland.
Die mittlere Durchschnittstemperatur der Region liegt bei knapp 25 °C (siehe Klimadiagramm San Pedro), die Monatsdurchschnittswerte schwanken zwischen 21 °C im Juni/Juli und 26 bis 27 °C von Oktober bis März. Der Jahresniederschlag beträgt fast 1500 mm, die Monatsniederschläge sind ergiebig und liegen zwischen 50 mm im Juli und 250 mm im Januar.

## Bevölkerung
Die Einwohnerzahl des Municipios ist zwischen 1992 und 2012 um gut die Hälfte angestiegen, stagnierte dann bis 2024 jedoch:
| Jahr | Einwohner | Quelle       |
| ---- | --------- | ------------ |
| 1992 | 15.893    | Volkszählung |
| 2001 | 19.846    | Volkszählung |
| 2012 | 23.251    | Volkszählung |
| 2024 | 22.731    | Volkszählung |

Die Bevölkerungsdichte des Municipios bei der letzten Volkszählung von 2024 betrug etwa 56,8 Einwohner/km².
Die Säuglingssterblichkeit war von 7,0 Prozent (1992) auf 6,6 Prozent im Jahr 2001 geringfügig zurückgegangen, der Alphabetisierungsgrad bei den über 6-Jährigen von 82,6 Prozent (1992) auf 89,7 Prozent angestiegen.
97,6 Prozent der Bevölkerung sprechen Spanisch, 23,2 Prozent sprechen Quechua, 3,1 Prozent Guaraní und 0,5 Prozent Aymara.
31,3 Prozent der Bevölkerung haben keinen Zugang zu Elektrizität, 17,9 Prozent leben ohne sanitäre Einrichtung. (2001)
69,9 Prozent der 3492 Haushalte besitzen ein Radio, 58,2 Prozent einen Fernseher, 61,0 Prozent ein Fahrrad, 15,1 Prozent ein Motorrad, 13,3 Prozent ein Auto, 35,7 Prozent einen Kühlschrank, und 7,8 Prozent ein Telefon. (2001)

## Politik
Ergebnis der Regionalwahlen (concejales del municipio) vom 4. April 2010:
| Wahl- berechtigte |  | Wahl- beteiligung | gültige Stimmen |  | FA     | TODOS  | ASIP   | MAS-IPSP | MSM   |
| ----------------- |  | ----------------- | --------------- |  | ------ | ------ | ------ | -------- | ----- |
| 9.991             |  | 8.531             | 7.470           |  | 2.165  | 2.124  | 1.388  | 1.152    | 641   |
|                   |  | 85,4 %            | 87,6 %          |  | 29,0 % | 28,4 % | 18,6 % | 15,4 %   | 8,6 % |

Ergebnis der Regionalwahlen (elecciones de autoridades políticas) vom 7. März 2021:
| Wahl- berechtigte |  | Wahl- beteiligung | gültige Stimmen |  | CREEMOS | MAS-IPSP | SOL    | UNIDOS | ASIP   | MNR    |
| ----------------- |  | ----------------- | --------------- |  | ------- | -------- | ------ | ------ | ------ | ------ |
| 15.379            |  | 12.997            | 12.043          |  | 5.672   | 5.097    | 635    | 402    | 175    | 62     |
|                   |  | 84,51 %           | 92,66 %         |  | 47,10 % | 42,32 %  | 5,27 % | 3,34 % | 1,45 % | 0,51 % |

## Gliederung
Das Municipio Mineros ist nicht weiter in Kantone (cantones) unterteilt. Auf Grund der Teilung des ursprünglichen Municipios Mineros in die Municipios Mineros, Fernández Alonso und San Pedro liegen für 2001 keine abgesicherten Daten über die Anzahl der Unterkantone (vicecantones) und Ortschaften (localidades) vor.

## Ortschaften im Municipio Mineros
- Mineros 18.340 Einw. – Pueblo Nuevo de Mineros 978 Einw. – La Porfía 813 Einw. – Rancho Nuevo (Mineros) 509 Einw. – Las Marotas 167 Einw.